# Wife Wanted
Pour plus de détails, voir Fiche technique et Distribution.
Wife Wanted est un film américain réalisé par Phil Karlson, sorti en 1946.

## Synopsis
Carole Raymond est une ancienne star de cinéma, qui décide d’acquérir un bien immobilier avec Jeff Caldwell, qui dirige en réalité une agence matrimoniale illégitime.

## Fiche technique
- Titre : Wife Wanted
- Réalisation : Phil Karlson
- Scénario : Caryl Coleman et Sidney Sutherland d'après le roman de Robert E. Callahan
- Photographie : Harry Neumann
- Montage : Richard C. Currier et Ace Herman (en)
- Pays de production : États-Unis
- Format : Noir et blanc - 1,37:1
- Genre : policier
- Durée : 73 minutes
- Date de sortie : 1946

## Distribution
- Kay Francis : Carole Raymond
- Paul Cavanagh : Jeffrey Caldwell
- Robert Shayne : Bill Tyler
- Veda Ann Borg : Nola Reed
- Teala Loring (en) : Mildred Kayes
- Edgar Hayes : Club Entertainer
- John Gallaudet : Lee Kirby
- Jonathan Hale : Philip Conway
- Tim Ryan : Barman
- Barton Yarborough (en) : Walter Desmond